# Associazione Calcio Lecco 1931-1932
Questa pagina raccoglie le informazioni riguardanti l'Associazione Calcio Lecco nelle competizioni ufficiali della stagione 1931-1932.

## Stagione
Staccatosi definitivamente dalla "Canottieri Lecco" cambia denominazione in Associazione Calcio Lecco. Ha disputato il girone C del campionato di Prima Divisione e con 38 punti si è piazzato al secondo posto.

## Rosa
| N. |                   | Ruolo | Calciatore             |
| -- | ----------------- | ----- | ---------------------- |
|    | Italia (bandiera) | P     | Augusto Mauri          |
|    | Italia (bandiera) | P     | Enrico Pedotti         |
|    | Italia (bandiera) | D     | Luigi Aliverti (II)    |
|    | Italia (bandiera) | D     | Giulio Caldirola       |
|    | Italia (bandiera) | D     | Marco Lietti           |
|    | Italia (bandiera) | D     | Alessandro Oldani      |
|    | Italia (bandiera) | D     | Luigi Saverio (III)    |
|    | Italia (bandiera) | D     | Giovanni Saverio (IV)  |
|    | Italia (bandiera) | C     | Arnaldo Aliverti (III) |

| N. |                   | Ruolo | Calciatore        |
| -- | ----------------- | ----- | ----------------- |
|    | Italia (bandiera) | C     | Ezio Crippa       |
|    | Italia (bandiera) | C     | Pietro Maffezzoli |
|    | Italia (bandiera) | C     | Felice Tedeschi   |
|    | Italia (bandiera) | C     | Pietro Thiella    |
|    | Italia (bandiera) | A     | Romano Buschi     |
|    | Italia (bandiera) | A     | Claudio Cossa     |
|    | Italia (bandiera) | A     | Marino Ferraro    |
|    | Italia (bandiera) | A     | Pasquale Pedrani  |
|    | Italia (bandiera) | A     | Mauro Tedeschi    |